# Gut Rixdorf
Das Gut Rixdorf gehört zur Gemeinde Lebrade und liegt im Kreis Plön in der Holsteinischen Schweiz.

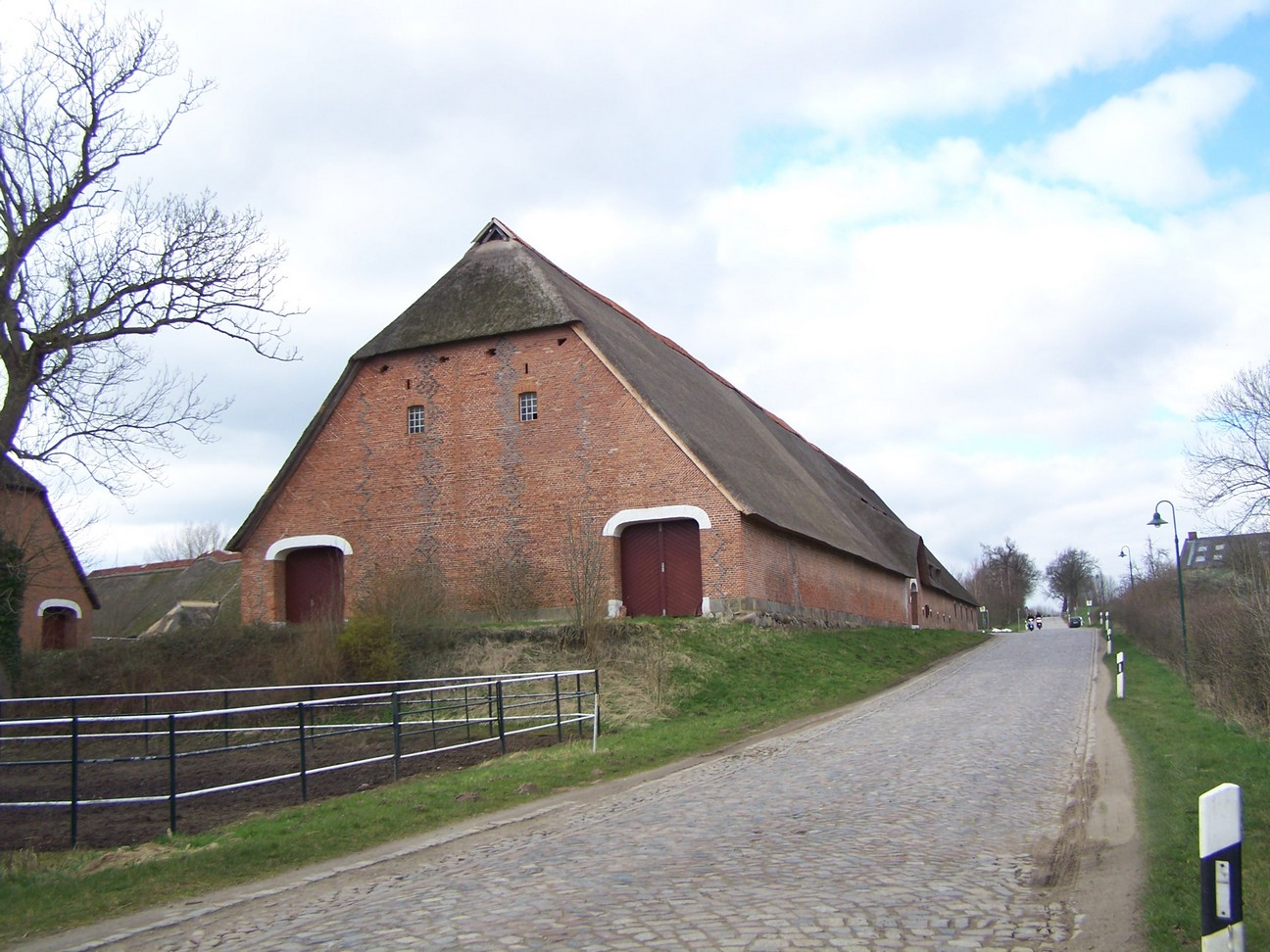
Torhaus des Gutes Rixdorf

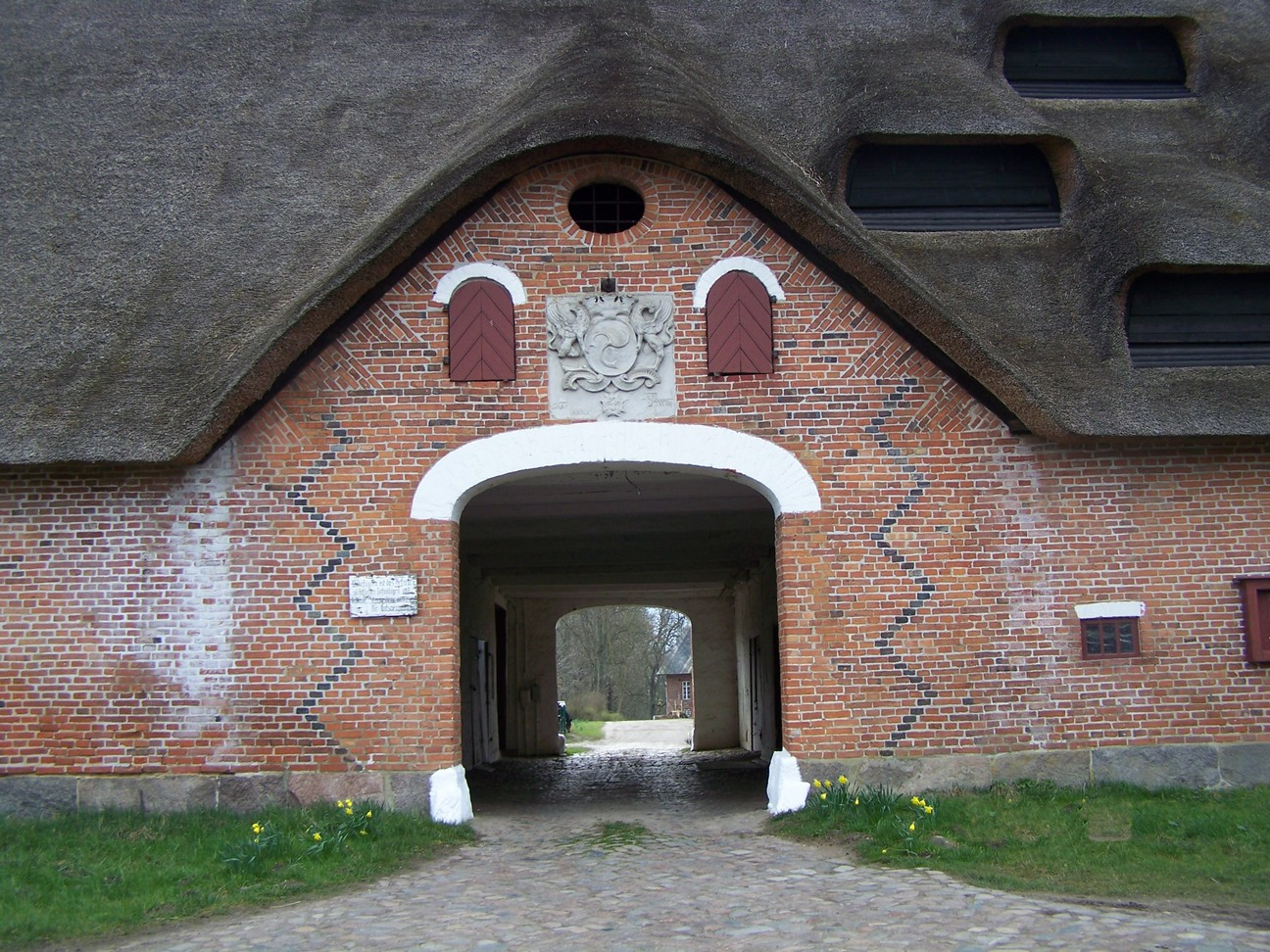
Einfahrt in den Gutshof

## Geschichte
Namensgebend könnte ein Ritter namens Hinrich von Ryckestorp sein, der 1369 im nicht weit entfernten Gut Lehmkuhlen als Besitzer bezeugt ist. Das holsteinische Uradelsgeschlecht Rixdorf starb 1509 mit Wulf von Rixdorf aus. Das holsteinische Uradelsgeschlecht von Brockdorff besaß das Gut Rixdorf von 1600 bis 1681. 1671 wurde Wolf Heinrich von Baudissin auf Gut Rixdorf geboren. Umgebaut wurde es zwischen 1730 und 1740 unter dem Baumeister Rudolph Matthias Dallin. Das Gut gehört seit 1790 den Grafen von Westphalen zu Fürstenberg. Bis zur Übernahme durch Preußen 1867 war das Gut auch Patrimonialgericht.
1928 erfolgte die Auflösung des Gutsbezirkes und es entstanden die Gemeinden Rathjensdorf (bis 1949 Tramm), Lebrade und Mucheln. Rathjensdorf mit seinen Ortsteilen Theresienhof, Tramm und Neutramm waren schon seit Jahrhunderten als Meierhöfe zum Gut Rixdorf zugehörig.

## Geographie
Das Gut liegt an der L 53 zwischen der B 430 (Plön-Lütjenburg) und Lebrade. Durch das historische Dorf mit seinen vielen reetgedeckten Fachwerkhäusern fließt der kleine Fluss Kossau, der nach dem Durchfließen des Großen Binnensees in die Ostsee mündet.

## Aufbau des Gutes
Das Dorf wird von einer Kopfsteinpflasterstraße durchschnitten. Auf der einen Seite befinden sich die Alte Meierei, ein größeres Wohnhaus, in dem mehrere Familien und Einzelpersonen leben, und ein Einfamilienhaus. Auf der anderen Seite befindet sich die Vorstadt, eine Straße mit mehreren Häusern, der Gutshof mit dem Gutshaus, dem 99 Meter langen, reetgedeckten Torhaus und vielen alten Scheunen und Pferdeställen, das Schloss, ein moderneres Gebäude, das als Herberge für Menschen mit Behinderung genutzt wurde, die Alte Schmiede, eine Straße mit zwei Wohnhäusern und der Försterweg mit dem Forsthaus. Ein Pferdestall und eine Scheune brannten am Morgen des 21. Juni 2013 bis auf die Grundmauern ab.
Über der Toreinfahrt findet sich das Wappen der Grafen Baudissin, die zeitweise Besitzer des Gutes waren. Das Wappen zeigt drei spiralförmig angeordnete Hörner.
Insgesamt hat Rixdorf zwischen 50 und 60 Einwohner.

## Wirtschaft, Bildung und Infrastruktur
Die nächstgelegene Stadt, Plön, liegt etwa sechs Kilometer entfernt und ist mit dem Bus zu erreichen. Dort ist die nächste Einkaufsmöglichkeit. Eine eigene Schule hat die Gemeinde Lebrade nicht mehr, weshalb die Kinder aus Kossau, Lebrade, Rixdorf und Rathjensdorf die Plöner Schulen besuchen.
Rixdorf hatte eine eigene Freiwillige Feuerwehr, die jedoch 2006 geschlossen wurde. Rixdorf erhält nun Brandschutz durch die Feuerwehr von Lebrade.

## Kultur
Ein kultureller Höhepunkt in Rixdorf war die Maifeier am 1. Mai eines jeden Jahres. Es trafen sich ab den Morgenstunden zahlreiche Musiker der Folk-Szene aus Schleswig-Holstein, Hamburg und den Niederlanden mit teilweise historischen (Bordun-) und anderen Folk-Instrumenten, um nach dem Aufstellen des Maibaums ein musikalisches und traditionelles Rahmenprogramm zur Maifeier zu schaffen. Zahlreiche Schaulustige verfolgten jedes Jahr die Darbietungen.
Diese Veranstaltung wurde ursprünglich von der Freiwilligen Feuerwehr veranstaltet. Nach deren Schließung wurde der Verein „Dorfgemeinschaft Rixdorf“ gegründet, um weiterhin den 1. Mai feiern zu können. 2014 fand die letzte Maifeier statt.